# Liste der Bischöfe von San Marco Argentano-Scalea
Die folgenden Männer waren oder sind Bischöfe des Bistums San Marco Argentano-Scalea.

## Bistum San Marco Argentano
- Ruben (1171–1183)[1]
- Hunfredus (1195–1199)[2]
- Nicolaus (1205), Bischofselekt[3]
- Andreas (1220–1236)[4]
- Fabianus (1256–?)[5]
- Francesco da Taverna, OMin (?)[6]
- Marbellus (1272–1274)[7]
- Pietro de Morano, OMinConv (1275?–?)[8]
- Marcus (1283–1286)[9]
- Manfredus (1287–?)[10]
- Thomas, OCist (1323–1348)[11]
- Bertucio de Citrano, OMin (1348–1349)
- Giovanni (1349–1374?)[12]
- Nicolaus (1374–?)[13]
- Petrus Roncella (1379–?) (Avignonesische Obedienz)
- Philippus de Legonio (?) (Römische Obedienz)
- Tommaso Mari (ca. 1397–ca. 1399)
- Dominicus de Sora, OMin. (1399–1400)[14]
- Ma(i)nerius, OSB (1400–1404) (Römische Obedienz)[15]
- Ludovicus Imbriacus, O.S.B.Casin. (1404–1435)[16]
- Antonio Calà (1435–1446)[17]
- Goffridus de Castro de Cola (1446–1483?)[18]
- Rutilius Zenonis (1484–1514)[19]
- Luigi de Amato (1515–1530)[20]
- Coriolanus de Martyranis (1530–1551)
- Giovanni Antonio della Tolfa (1557–1562)
- Pietro della Tolfa (1562)
- Fabrizio Landrian (1562–1566)
- Guglielmo Sirleto (1566–1568, danach Bischof von Squillace)
- Organtino Scarola (Scazola) (1569–1572)[21]
- Ippolito Bosco (1572–1576, danach Bischof von Foligno)
- Matteo Andrea Guerra (1576–1578)[22]
- Giovanni Antonio Grignetta (1578–1585)
- Marco Antonio del Tufo (1585, danach Bischof von Mileto)
- Francesco Antonio D'Affitto (1585–1586)[23]
- Antonio Migliori (1586–1591)
- Ludovico Alferio (1591–1594)
- Giovanni Girolamo Pisano (1594–1602)[24]
- Aurelio Novarini, OMinConv (1602–1606)[24][25]
- Giovanni Vincenzo Cansachi (Consacco) (1607–1613)[24]
- Gabriele Naro (Nari), OP (1613–1623)[24]
- Giovanni Battista Indelli (1624–1629)[26]
- Consalvo Caputo (1630–1633, danach Bischof von Catanzaro)[24][27]
- Defendente Brusati (1633–1647)[28]
- Giacinto Cevoli, OP (1648–1651)[24]
- Teodoro Fantoni, CRL (1652–1684)[29]
- Antonio Papa (1685–1687)[30]
- Pietro Antonio d'Alessandro (1688–1693)[31]
- Francesco Maria Federico Carafa OTheat (1694 – 1704)[32]
- Matteo Gennaro Sibilia (1704–1709)[33]
- Bernardo Cavalieri OTheat (1718–1728)[34]
- Alessandro Magno, OCist (1728–1745)[35]
- Matteo (Marcello) Sacchi (1745–1746)[36]
- Nicola Brescia (1747–1768)[37]
- Baldassare Barone de Moncada (1768–1789)[38]
- Reginaldo Coppola, OP (1797–1810)[39]

## Bistum San Marco e Bisignano
- Pasquale Mazzei (1819–1823)[40]
- Felice Greco (1824–1840)[41]
- Nicola Majerà Mariano Marsico (1842–1846)
- Livio Parlandore (Parladore; Parlatore) (1849–1888)
- Stanislao Maria de Luca (1888–1894, danach Bischof von San Severo)
- Luigi Pugliese (1895–1896, danach Bischof von Ugento)
- Carlo Vincenzo Ricotta (1896–1909)
- Salvatore Scanu (1909–1932)
- Demetrio Moscato (1932–1945, danach Erzbischof von Salerno)
- Michele Rateni (1945–1953)
- Agostino Ernesto Castrillo OFM (1953–1955)[42]
- Luigi Rinaldi (1956–1977)

## Bistum San Marco Argentano-Scalea
- Augusto Lauro (1979–1999)
- Domenico Crusco (1999–2011)
- Leonardo Bonanno (2011–2022)
- Stefano Rega (seit 2022)